# Monte Mégantic
Monte Mégantic (en francés: Mont Mégantic) es una montaña ubicada en Quebec, Canadá, a unos 15 km al norte de la frontera entre Quebec y los estados de los Estados Unidos de Maine y Nuevo Hampshire. Mégantic está en la frontera de los municipios regionales de condado de Le Granit y del Le Haut-Saint-François. Su cumbre es el punto más alto de este último. Muchos geólogos creen que Mont Mégantic es miembro de las colinas Monteregianas, ya que tiene el mismo mecanismo y profundidad de intrusión.
El Monte Mégantic se encuentra dentro de la cuenca del río San Lorenzo, que desemboca en el Golfo de San Lorenzo.